# 유엔 안전 보장 이사회 결의 제2749호
유엔 안전보장이사회 결의안 2749호는 2024년 8월 28일 채택되었다. 결의안의 주요 내용은 유엔 레바논 임시군(UNIFL)의 임기를 2025년 8월 31일까지 연장하는 것이다.
15개 이사국 모두가 만장일치로 찬성하였다.

## 같이 보기
- 유엔 안전 보장 이사회 결의 제2701 ~ 2800호 목록
- 유엔 안전 보장 이사회 결의 제1701호